# 马克龙 (运动品牌)
马克龙（義大利語：Macron）是一家意大利运动用品制造商，也是欧洲最大的足球用品供应商之一。它成立于1971年，最初为美国棒球制造企业的授权经销商。自2001年以来，马克龙一直是职业足球的供应商。其首个缔约伙伴是博洛尼亚足球俱乐部，然后自2005年开始全欧传播。如今，马克龙经营有123家专卖店以销售其产品。此外，马克龙产品也在逾800家独立商店中发售。其制造的产品涉及足球、手球、篮球、排球、橄榄球和棒球等体育项目。

## 赞助
Macron贊助的足球聯賽隊伍有：

- 英格蘭足球超級聯賽：水晶宮
- 英格蘭足球冠軍聯賽：布力般流浪、錫周三、史篤城
- 西班牙甲組足球聯賽：利雲特、奧沙辛拿、皇家蘇斯達
- 西班牙乙組足球聯賽：卡塔赫纳、萊萬特
- 意大利甲組足球聯賽：博洛尼亞、烏甸尼斯
- 意大利乙組足球聯賽：雷焦安納、森多利亞、特爾納納
- 德國乙組足球聯賽：汉诺威96、卡尔斯鲁厄
- 法國甲組足球聯賽：歐塞爾、南特
- 阿爾巴尼亞足球超級聯賽：艾辛尼（英语：KF Erzeni）、地拉那游擊隊、圖達杜利斯
- 亞美尼亞足球超級聯賽：葉里溫中央陸軍
- 比利時足球甲級聯賽：布魯日、聖圖爾登
- 波斯尼亞超級足球聯賽：辛連斯基、薛謝斯歷卡
- 保加利亞甲組足球聯賽：保迪夫、索菲亞中央陸軍
- 克罗地亚足球联赛：哈伊杜克、薩格勒布火車頭
- 捷克甲組足球聯賽：柏辛域陀尼亞、塔比歷斯
- 丹麥足球甲級聯賽：奧爾堡
- 愛沙尼亞足球甲級聯賽：利瓦迪亞、塔林卡勒夫
- 喬治亞足球超級聯賽：巴杜米戴拿模、古泰斯魚雷
- 希臘足球超級聯賽：特里波利斯、拉米亞（英语：PAS Lamia 1964）、（自2024-2025赛季起）、彭錫拉高斯（英语：Panserraikos F.C.）、PAOK
- 匈牙利足球甲级联赛：費倫斯華路士（自2024-2025赛季起）、里尼查薩斯巴達克斯
- 冰島足球超級聯賽：菲爾基爾、科帕沃于爾、瓦呂爾、維京古
- 馬耳他足球超級聯賽：古達加聯（英语：Gudja United F.C.）、莫斯達、施倫斯（英语：Sirens F.C.）
- 黑山足球甲級聯賽：查些路（英语：FK Jezero）、帕度華
- 馬其頓甲組足球聯賽：舒肯迪捷、史度加
- 荷蘭足球甲級聯賽：海倫芬
- 北愛爾蘭足球超級聯賽：連菲特
- 挪威足球超級聯賽：辛迪夫佐特
- 波蘭足球甲級聯賽：列治普斯納、維澤夫（自2023-2024赛季起）
- 葡萄牙足球超級聯賽：法馬利卡奧（英语：F.C. Famalicão）、甘馬雷斯
- 葡萄牙甲組足球聯賽：彭拿費爾
- 羅馬尼亞足球甲級聯賽：布加勒斯特戴拿模
- 蘇格蘭足球超級聯賽：登地、馬瑟韋爾、聖莊士東、聖美倫
- 塞爾維亞足球超級聯賽：新帕扎爾、貝爾格萊德紅星
- 瑞士足球超級聯賽：巴塞爾
- 瑞士挑戰聯賽：Baden（英语：FC Baden）、錫永、圖恩
- 烏克蘭足球超級聯賽：LNZ Cherkasy（英语：FC LNZ Cherkasy）、利沃夫魯克
- 威爾斯足球超級聯賽：巴拉城、巴利鎮聯、夏維科韋斯郡（英语：Haverfordwest County A.F.C.）、賓尼邦特（英语：Penybont F.C.）、新聖徒
- 智利足球甲級聯賽：奧達斯
- 香港超級聯賽：理文
- K聯賽1：仁川聯
- 沙烏地職業足球聯賽：艾塔亞文（自2023-2024赛季起）